# Billy Wilder
Billy Wilder (născut Samuel Wilder; n. 22 iunie 1906, Sucha Beskidzka, Regatul Galiției și Lodomeriei, Austro-Ungaria – d. 27 martie 2002, Beverly Hills, California, SUA) a fost un regizor american, laureat a șase premii Oscar, considerat un maestru al comediei americane.
Billy Wilder a semnat regia unor filme precum Șapte ani de căsnicie, în care apare celebra scenă cu Marilyn Monroe în rochie albă, deasupra unei guri de metrou, Unora le place jazzul, Sunset Boulevard, filmul care l-a consacrat ca unul dintre cei mai mari regizori de la Hollywood.
Născut în Sucha, Austro-Ungaria (în prezent Sucha, Polonia) a sosit la Hollywood în 1933. Primul succes semnificativ în America a fost în 1939 cu Ninotchka (Greta Garbo).

## Filmografie (selecție)

### Ca regizor
- 1944 Asigurare de moarte (Double Indemnity)
- 1950 Bulevardul amurgului (Sunset Boulevard)
- 1953 Stalag 17
- 1957 Martorul acuzării (Witness for the Prosecution)
- 1959 Unora le place jazul (Some Like It Hot)
- 1960 Apartamentul (The Apartment)
- 1978 Mitul Fedorei (Fedora)

## Legături externe
- Billy Wilder la Internet Movie Database
- en Billy Wilder la Internet Broadway Database
- Billy Wilder la TCM Movie Database